# Hideaki Kitajima
Hideaki Kitajima (Narashino, 23. svibnja 1978.) japanski je nogometaš.

## Klupska karijera
Igrao je za Kashiwa Reysol, Shimizu S-Pulse i Roasso Kumamoto.

## Reprezentativna karijera
Za japansku reprezentaciju igrao je 2000. godine. Odigrao je 3 utakmice postigavši 1 pogodak.
S japanskom reprezentacijom Hideaki Kitajima je igrao na Azijskom kupu 2000.

## Statistika
| Japan  | Japan | Japan |
| Godina | Nast. | Gol.  |
| ------ | ----- | ----- |
| 2000.  | 3     | 1     |
| Ukupno | 3     | 1     |

## Vanjske poveznice
- National Football Teams
- Japan National Football Team Database